# Wirtualna sieć lokalna
Wirtualna sieć lokalna, VLAN (od ang. virtual local area network) – sieć komputerowa wydzielona logicznie w ramach innej, większej sieci fizycznej.
Do tworzenia VLAN-ów wykorzystuje się konfigurowalne lub zarządzalne przełączniki, umożliwiające podział jednego fizycznego urządzenia na większą liczbę urządzeń logicznych, przez separację ruchu między określonymi grupami portów. Komunikacja między VLAN-ami jest możliwa, gdy w VLAN-ach tych partycypuje port należący do routera lub z wykorzystaniem przełączników warstwy trzeciej. W przełącznikach konfigurowalnych zwykle spotyka się tylko najprostszą formę VLAN-ów, wykorzystującą separację grup portów.
W przełącznikach zarządzalnych zgodnych z IEEE 802.1Q możliwe jest znakowanie ramek (tagowanie) poprzez doklejenie do nich informacji o VLAN-ie, do którego należą. Dzięki temu możliwe jest transmitowanie ramek należących do wielu różnych VLAN-ów poprzez jedno fizyczne połączenie (trunking). W przypadku urządzeń zgodnych z ISL ramki są kapsułkowane w całości.
Niektóre nowe karty sieciowe komputerów klasy PC (w tym również interfejsy sieciowe laptopów) umożliwiają skonfigurowanie trybu pracy na tryb zgodny z IEEE 802.1Q. Możliwe jest wtedy bezpośrednie podłączenie komputera do portu przełącznika, na którym jest skonfigurowana sieć VLAN. Na takiej karcie można również ustawić korzystanie z wielu VLAN-ów jednocześnie (tzw. trunku czyt. „tranku”).
Protokoły: IEEE 802.1Q, Inter-Switch Link (ISL), rozwiązanie Cisco.

## Generacje sieci wirtualnych
- Pierwszą generacją są sieci wirtualne tworzone jako grupy portów czy grupy określonych adresów fizycznych MAC. Możliwości tworzenia tego typu sieci są udostępniane przez większość obecnych na rynku przełączników.
- Drugą generacją są sieci wirtualne tworzone na podstawie protokołu lub adresu użytkowników, wykorzystujących do komunikacji protokół warstwy trzeciej modelu OSI. Sieci wirtualne tej generacji, jako jedyne mają możliwość łączenia się ze sobą dzięki zastosowaniu wspomnianej wcześniej techniki routingu. Generacja ta, bardziej skomplikowana niż pierwsza, jest skutecznie wprowadzona tylko w niewielkiej liczbie przełączników.
- Trzecią generacją są sieci wirtualne określone na podstawie wykorzystywanej przez użytkowników aplikacji lub kryteriów wybranych przez użytkownika, a zdefiniowanych w formacie ramki danego protokołu sieciowego. Sieci VLAN tej generacji można tworzyć, opierając się na nielicznych typach przełączników obecnie dostępnych na rynku.

## Rodzaje sieci wirtualnych
- Sieci wirtualne określone jako grupy portów
- Sieci wirtualne jako grupy adresów fizycznych MAC
- Sieci wirtualne definiowane przez wykorzystywany protokół warstw wyższych modelu OSI
- Sieci wirtualne określone przez adresy logiczne urządzeń (adresy warstwy trzeciej modelu OSI)
- Sieci wirtualne określone jako grupa multicast
- Sieci wirtualne określone na podstawie własnych kryteriów użytkownika
- Sieci wirtualne określone na podstawie parametrów przekazanych przez serwer uwierzytelniania

## Metody dostępu komputerów do sieci wirtualnych
- Statyczne, w których członkostwo w sieci wirtualnej podlega przypisaniu konkretnych interfejsów do danej sieci VLAN, wtedy podłączenie urządzenia do tego interfejsu skutkuje automatycznym członkostwem tego urządzenia w tej sieci VLAN.
- Dynamiczna, w której sieci VLAN tworzone są przez specjalne oprogramowanie. Członkostwo w takiej sieci przyznawane jest w zależności od spełnienia określonych kryteriów, na przykład MAC, IP.

IEEE 802.1aq (inaczej shortest path bridging) oferuje znacznie większą skalowalność, do 16,1 mln, w porównaniu do limitu 4096 sieci VLAN.